# Мансфилд (Арканзас)
Мансфилд (англ. Mansfield, Arkansas) — город, расположенный в округах Себасчан и Скотт (штат Арканзас, США) с населением в 1097 человек по статистическим данным переписи 2000 года.

## География
По данным Бюро переписи населения США город Мансфилд имеет общую площадь в 5,7 квадратных километров, водных ресурсов в черте населённого пункта не имеется.
Город Мансфилд расположен на высоте 186 метров над уровнем моря.

## Демография
По данным переписи населения 2000 года в Мансфилде проживало 1097 человек, 289 семей, насчитывалось 440 домашних хозяйств и 505 жилых домов. Средняя плотность населения составляла около 185,9 человек на один квадратный километр. Расовый состав Мансфилда по данным переписи распределился следующим образом: 95,81 % белых, 0,09 % — чёрных или афроамериканцев, 1,09 % — коренных американцев, 0,46 % — азиатов, 1,64 % — представителей смешанных рас, 0,91 % — других народностей. Испаноговорящие составили 3,37 % от всех жителей города.
Из 440 домашних хозяйств в 33,6 % — воспитывали детей в возрасте до 18 лет, 52,3 % представляли собой совместно проживающие супружеские пары, в 10,5 % семей женщины проживали без мужей, 34,3 % не имели семей. 31,6 % от общего числа семей на момент переписи жили самостоятельно, при этом 15,7 % составили одинокие пожилые люди в возрасте 65 лет и старше. Средний размер домашнего хозяйства составил 2,49 человек, а средний размер семьи — 3,13 человек.
Население города по возрастному диапазону по данным переписи 2000 года распределилось следующим образом: 27,9 % — жители младше 18 лет, 10,7 % — между 18 и 24 годами, 28,5 % — от 25 до 44 лет, 18,7 % — от 45 до 64 лет и 14,2 % — в возрасте 65 лет и старше. Средний возраст жителей составил 35 лет. На каждые 100 женщин в Мансфилде приходилось 91,4 мужчин, при этом на каждые сто женщин 18 лет и старше приходилось 87 мужчин также старше 18 лет.
Средний доход на одно домашнее хозяйство в городе составил 26 938 долларов США, а средний доход на одну семью — 35 000 долларов. При этом мужчины имели средний доход в 28 534 доллара США в год против 19 063 доллара среднегодового дохода у женщин. Доход на душу населения в городе составил 13 012 долларов в год. 13,2 % от всего числа семей в округе и 18 % от всей численности населения находилось на момент переписи населения за чертой бедности, при этом 32,1 % из них были моложе 18 лет и 12,9 % — в возрасте 65 лет и старше.